# 阿尔法伊昂
阿尔法伊昂是葡萄牙布拉干萨区的一个堂区。总面积19.98平方公里，总人口173人，人口密度8.7人/平方公里。